# Unione Calcio Sampdoria 1958-1959
Questa voce raccoglie le informazioni riguardanti l'Unione Calcio Sampdoria nelle competizioni ufficiali della stagione 1958-1959.

## Rosa
| N. |                    | Ruolo | Calciatore           |
| -- | ------------------ | ----- | -------------------- |
|    | Italia (bandiera)  | P     | Ezio Bardelli        |
|    | Italia (bandiera)  | P     | Ugo Rosin            |
|    | Italia (bandiera)  | D     | Gaudenzio Bernasconi |
|    | Italia (bandiera)  | D     | Guido Vincenzi       |
|    | Italia (bandiera)  | D     | Benito Sarti         |
|    | Italia (bandiera)  | D     | Glauco Tomasin       |
|    | Italia (bandiera)  | D     | Gaetano Vergazzola   |
|    | Italia (bandiera)  | C     | Azeglio Vicini       |
|    | Italia (bandiera)  | C     | Mario Bergamaschi    |
|    | Austria (bandiera) | C     | Ernst Ocwirk         |
|    | Italia (bandiera)  | C     | Giovanni Delfino     |

| N. |                      | Ruolo | Calciatore          |
| -- | -------------------- | ----- | ------------------- |
|    | Italia (bandiera)    | C     | Paolo Marocchi      |
|    | Italia (bandiera)    | C     | Mauro De Grassi     |
|    | Italia (bandiera)    | A     | Aurelio Milani      |
|    | Argentina (bandiera) | A     | Ernesto Cucchiaroni |
|    | Italia (bandiera)    | A     | Bruno Mora          |
|    | Italia (bandiera)    | A     | Giuseppe Recagno    |
|    | Italia (bandiera)    | A     | Giovanni Bolzoni    |
|    | Italia (bandiera)    | A     | Luigi Toschi        |
|    | Italia (bandiera)    | A     | Renzo Uzzecchini    |
|    | Italia (bandiera)    | A     | Giovanni Grabesu    |
|    | Italia (bandiera)    | A     | Innocente Meroi     |

## Risultati

### Serie A

#### Girone di andata
| 21 settembre 1958 1ª giornata | Lazio | 1 – 0 | Sampdoria |  |

| 28 settembre 1958 2ª giornata | Sampdoria | 3 – 0 | Talmone Torino |  |

| 5 ottobre 1958 3ª giornata | Napoli | 3 – 2 | Sampdoria |  |

| 12 ottobre 1958 4ª giornata | Sampdoria | 0 – 0 | Milan |  |

| 19 ottobre 1958 5ª giornata | Udinese | 1 – 1 | Sampdoria |  |

| 26 ottobre 1958 6ª giornata | Sampdoria | 1 – 1 | Fiorentina |  |

| 2 novembre 1958 7ª giornata | SPAL | 1 – 2 | Sampdoria |  |

| 16 novembre 1958 8ª giornata | Sampdoria | 2 – 1 | Genoa |  |

| 23 novembre 1958 9ª giornata | Inter | 5 – 1 | Sampdoria |  |

| 30 novembre 1958 10ª giornata | Sampdoria | 3 – 0 | Bari |  |

| 7 dicembre 1958 11ª giornata | Sampdoria | 3 – 0 | Padova |  |

| 21 dicembre 1958 12ª giornata | Juventus | 1 – 0 | Sampdoria |  |

| 28 dicembre 1958 13ª giornata | Sampdoria | 2 – 0 | Triestina |  |

| 4 gennaio 1959 14ª giornata | L.R. Vicenza | 1 – 2 | Sampdoria |  |

| 11 gennaio 1959 15ª giornata | Sampdoria | 0 – 0 | Roma |  |

| 18 gennaio 1959 16ª giornata | Bologna | 1 – 2 | Sampdoria |  |

| 25 gennaio 1959 17ª giornata | Alessandria | 1 – 1 | Sampdoria |  |

#### Girone di ritorno
| 1 febbraio 1959 18ª giornata | Sampdoria | 1 – 2 | Lazio |  |

| 8 febbraio 1959 19ª giornata | Torino | 1 – 2 | Sampdoria |  |

| 15 febbraio 1959 20ª giornata | Sampdoria | 0 – 0 | Napoli |  |

| 22 febbraio 1959 21ª giornata | Milan | 4 – 1 | Sampdoria |  |

| 2 marzo 1959 22ª giornata | Sampdoria | 3 – 1 | Udinese |  |

| 15 marzo 1959 23ª giornata | Fiorentina | 4 – 1 | Sampdoria |  |

| 22 marzo 1959 24ª giornata | Sampdoria | 1 – 1 | SPAL |  |

| 29 marzo 1959 25ª giornata | Genoa | 0 – 0 | Sampdoria |  |

| 5 aprile 1959 26ª giornata | Sampdoria | 2 – 4 | Inter |  |

| 12 aprile 1959 27ª giornata | Bari | 2 – 1 | Sampdoria |  |

| 19 aprile 1959 28ª giornata | Padova | 2 – 1 | Sampdoria |  |

| 26 aprile 1959 29ª giornata | Sampdoria | 3 – 2 | Juventus |  |

| 17 maggio 1959 30ª giornata | Triestina | 1 – 2 | Sampdoria |  |

| 24 maggio 1959 31ª giornata | Sampdoria | 2 – 0 | L.R. Vicenza |  |

| 28 maggio 1959 32ª giornata | Roma | 1 – 0 | Sampdoria |  |

| 2 giugno 1959 33ª giornata | Sampdoria | 2 – 1 | Bologna |  |

| 7 giugno 1959 34ª giornata | Sampdoria | 3 – 1 | Alessandria |  |

## Statistiche

### Statistiche di squadra
| Competizione | Punti | In casa | In casa | In casa | In casa | In casa | In casa | In trasferta | In trasferta | In trasferta | In trasferta | In trasferta | In trasferta | Totale | Totale | Totale | Totale | Totale | Totale | DR |
| Competizione | Punti | G       | V       | N       | P       | Gf      | Gs      | G            | V            | N            | P            | Gf           | Gs           | G      | V      | N      | P      | Gf     | Gs     | DR |
| ------------ | ----- | ------- | ------- | ------- | ------- | ------- | ------- | ------------ | ------------ | ------------ | ------------ | ------------ | ------------ | ------ | ------ | ------ | ------ | ------ | ------ | -- |
| Serie A      | 38    | 17      | 10      | 5       | 2       | 31      | 14      | 17           | 5            | 3            | 9            | 19           | 30           | 34     | 15     | 8      | 11     | 50     | 44     | +6 |
| Coppa Italia |       | -       | -       | -       | -       | -       | -       | 1            | 0            | 0            | 1            | 1            | 2            | 1      | 0      | 0      | 1      | 1      | 2      | -1 |
| Totale       |       | 17      | 10      | 5       | 2       | 31      | 14      | 18           | 5            | 3            | 10           | 20           | 32           | 35     | 15     | 8      | 12     | 51     | 46     | +5 |

### Statistiche dei giocatori
| Giocatore      | Serie A  | Serie A | Coppa Italia | Coppa Italia | Totale   | Totale |
| Giocatore      | Presenze | Reti    | Presenze     | Reti         | Presenze | Reti   |
| -------------- | -------- | ------- | ------------ | ------------ | -------- | ------ |
| L. Badino      | -        | -       | 1            | -2           | 1        | -2     |
| E. Bardelli    | 19       | -21     | 1            | 0            | 20       | -21    |
| M. Bergamaschi | 26       | 0       | 1            | 0            | 27       | 0      |
| G. Bernasconi  | 34       | 0       | 1            | 0            | 35       | 0      |
| G. Bolzoni     | 8        | 1       | -            | -            | 8        | 1      |
| E. Cucchiaroni | 29       | 10      | 1            | 0            | 30       | 10     |
| G. Delfino     | 15       | 0       | 1            | 0            | 16       | 0      |
| M. De Grassi   | 1        | 0       | -            | -            | 1        | 0      |
| G. Grabesu     | 5        | 3       | 1            | 0            | 6        | 3      |
| P. Marocchi    | 5        | 1       | 1            | 0            | 6        | 1      |
| I. Meroi       | 4        | 2       | -            | -            | 4        | 2      |
| A. Milani      | 34       | 13      | 1            | 0            | 35       | 13     |
| B. Mora        | 23       | 8       | 1            | 0            | 24       | 8      |
| E. Ocwirk      | 25       | 6       | -            | -            | 25       | 6      |
| G. Recagno     | 19       | 5       | 1            | 1            | 20       | 6      |
| U. Rosin       | 15       | -23     | -            | -            | 15       | -23    |
| B. Sarti       | 31       | 0       | -            | -            | 31       | 0      |
| G. Tomasin     | 2        | 0       | -            | -            | 2        | 0      |
| L. Toschi      | 7        | 0       | -            | -            | 7        | 0      |
| R. Uzzecchini  | 5        | 0       | -            | -            | 5        | 0      |
| G. Vergazzola  | 1        | 0       | -            | -            | 1        | 0      |
| A. Vicini      | 34       | 1       | 1            | 0            | 35       | 1      |
| G. Vincenzi    | 32       | 0       | 1            | 0            | 33       | 0      |